# Aero A.20
L'Aero A.20 est un biplan monoplace de chasse et d'entraînement testé en 1923 en Tchécoslovaquie, comparativement aux A.18 et A.19. L'Aero A.18 ayant été retenu par l’aviation militaire tchèque, un seul prototype A.20 fut construit,.